# 唇柱苣苔
唇柱苣苔（学名：Chirita sinensis）为苦苣苔科唇柱苣苔属下的一个种。其种加词“sinensis”意为“中华的”。
现接受名为中华报春苣苔（Primulina dryas (Dunn) Mich.Möller & A.Weber, 2011）。